# Atletismo nos Jogos Pan-Americanos de 2023 - Heptatlo feminino
A competição do heptatlo feminino do atletismo nos Jogos Pan-Americanos de 2023 foi disputada entre 1º e 2 de novembro no Parque Deportivo Estadio Nacional, em Santiago, no Chile. No total, competiram 9 atletas de 7 Comitês Olímpicos Nacionais (CON).

## Calendário
Horário local (UTC-4).
| Data           | Horário | Fase                     |
| -------------- | ------- | ------------------------ |
| 1º de novembro | 17:15   | 100 metros com barreiras |
| 1º de novembro | 18:08   | Salto em altura          |
| 1º de novembro | 20:00   | Aremesso de peso         |
| 1º de novembro | 20:52   | 200 metros               |
| 2 de novembro  | 17:40   | Salto em distância       |
| 2 de novembro  | 19:05   | Lançamento de dardo      |
| 2 de novembro  | 20:33   | 800 metros               |
| 2 de novembro  | 20:33   | Resultado final          |

## Medalhistas
| Ouro   | USA Erin Marsh     |
| Prata  | PUR Alysbeth Félix |
| Bronze | USA Jordan Gray    |

## Recordes
Antes desta competição, os recordes mundiais e dos Jogos Pan-Americanos da prova eram os seguintes:
| Tipo                             | Atleta               | Pontos | Local   | Data                   |
| -------------------------------- | -------------------- | ------ | ------- | ---------------------- |
|                                  | Jackie Joyner-Kersee | 7291   | Seul    | 24 de setembro de 1988 |
| Recorde dos Jogos Pan-Americanos | Yorgelis Rodríguez   | 6332   | Toronto | 25 de julho de 2015    |

## Resultados

### 100 metros com barreiras
A prova teve início dia 1º de novembro às 17:15. 
| Pos. | Bateria | Atleta             | Nacionalidade      | Tempo | Pontos | Notas                |
| ---- | ------- | ------------------ | ------------------ | ----- | ------ | -------------------- |
| 1    | 2       | Erin Marsh         | USA Estados Unidos | 13.39 | 1066   |                      |
| 2    | 2       | Georgia Ellenwood  | CAN Canadá         | 13.92 | 990    |                      |
| 3    | 1       | Jordan Gray        | USA Estados Unidos | 14.02 | 976    | Recorde da temporada |
| 4    | 2       | Lilian Borja       | MEX México         | 14.19 | 952    |                      |
| 5    | 2       | Alysbeth Félix     | PUR Porto Rico     | 14.24 | 945    |                      |
| 6    | 1       | Anna Pirelli       | PAR Paraguai       | 14.46 | 914    |                      |
| 7    | 1       | Tamara de Souza    | BRA Brasil         | 14.53 | 905    |                      |
| 8    | 2       | Marys Patterson    | CUB Cuba           | 14.54 | 903    |                      |
| 9    | 1       | Raiane Vasconcelos | BRA Brasil         | 14.76 | 874    |                      |

### Salto em altura
A prova teve início dia 1º de novembro às 18:08. 
| Pos. | Atleta             | Nac. | 1.49 | 1.52 | 1.55 | 1.58 | 1.61 | 1.64 | 1.67 | 1.70 | 1.73 | 1.76 | Res. | Pontos | Notas | Total |
| ---- | ------------------ | ---- | ---- | ---- | ---- | ---- | ---- | ---- | ---- | ---- | ---- | ---- | ---- | ------ | ----- | ----- |
| 1    | Jordan Gray        | USA  | –    | o    | o    | o    | o    | o    | o    | xxo  | xo   | xxx  | 1.73 | 891    |       | 1867  |
| 2    | Marys Patterson    | CUB  | –    | –    | –    | o    | o    | o    | o    | o    | xxx  |      | 1.70 | 855    |       | 1758  |
| 3    | Georgia Ellenwood  | CAN  | –    | –    | –    | –    | o    | o    | o    | xxo  | xxx  |      | 1.70 | 855    |       | 1845  |
| 4    | Alysbeth Félix     | PUR  | –    | –    | –    | o    | o    | o    | xxo  | xxx  |      |      | 1.67 | 818    |       | 1763  |
| 5    | Erin Marsh         | USA  | –    | –    | –    | –    | o    | o    | xxx  |      |      |      | 1.64 | 783    |       | 1849  |
| 6    | Tamara de Souza    | BRA  | –    | –    | o    | o    | xxo  | xo   | xxx  |      |      |      | 1.64 | 783    |       | 1688  |
| 7    | Raiane Vasconcelos | BRA  | –    | –    | xo   | o    | o    | xxx  |      |      |      |      | 1.61 | 747    |       | 1621  |
| 8    | Lilian Borja       | MEX  | –    | –    | o    | o    | xxx  |      |      |      |      |      | 1.58 | 712    |       | 1664  |
| 9    | Anna Pirelli       | PAR  | o    | o    | xxx  |      |      |      |      |      |      |      | 1.52 | 644    |       | 1558  |

### Arremesso de peso
A prova teve início dia 1º de novembro às 20:00. 
| Pos. | Atleta             | Nacionalidade      | #1    | #2    | #3    | Resultado | Pontos | Notas | Total |
| ---- | ------------------ | ------------------ | ----- | ----- | ----- | --------- | ------ | ----- | ----- |
| 1    | Jordan Gray        | USA Estados Unidos | 12.30 | 13.11 | 12.68 | 13.11     | 735    |       | 2602  |
| 2    | Tamara de Souza    | BRA Brasil         | 12.26 | 13.07 | 13.02 | 13.07     | 732    |       | 2420  |
| 3    | Anna Pirelli       | PAR Paraguai       | 12.92 | 12.91 | 12.94 | 12.94     | 723    |       | 2281  |
| 4    | Erin Marsh         | USA Estados Unidos | 12.71 | 11.99 | 12.39 | 12.71     | 708    |       | 2557  |
| 5    | Raiane Vasconcelos | BRA Brasil         | 11.13 | 12.13 | 11.42 | 12.13     | 670    |       | 2291  |
| 6    | Lilian Borja       | MEX México         | 11.73 | 11.70 | 11.89 | 11.89     | 654    |       | 2318  |
| 7    | Marys Patterson    | CUB Cuba           | 11.02 | 11.42 | x     | 11.42     | 623    |       | 2381  |
| 8    | Alysbeth Félix     | PUR Porto Rico     | 10.96 | 10.85 | 10.96 | 10.96     | 592    |       | 2355  |
| –    | Georgia Ellenwood  | CAN Canadá         |       |       |       | DNS       | –      | r     | DNF   |

### 200 metros
A prova teve início dia 1º de novembro às 20:52. 
| Pos. | Atleta             | Nacionalidade      | Tempo | Pontos | Notas | Total |
| ---- | ------------------ | ------------------ | ----- | ------ | ----- | ----- |
| 1    | Erin Marsh         | USA Estados Unidos | 24.18 | 963    |       | 3520  |
| 2    | Alysbeth Félix     | PUR Porto Rico     | 25.34 | 856    |       | 3211  |
| 3    | Lilian Borja       | MEX México         | 25.50 | 841    |       | 3159  |
| 4    | Jordan Gray        | USA Estados Unidos | 25.73 | 821    |       | 3423  |
| 5    | Anna Pirelli       | PAR Paraguai       | 26.00 | 797    |       | 3078  |
| 6    | Marys Patterson    | CUB Cuba           | 26.03 | 795    |       | 3176  |
| 7    | Raiane Vasconcelos | BRA Brasil         | 26.50 | 754    |       | 3045  |
| 8    | Tamara de Souza    | BRA Brasil         | 26.57 | 748    |       | 3168  |

### Salto em distância
A prova teve início dia 1º de novembro às 17:40. 
| Pos. | Atleta             | Nacionalidade      | #1   | #2   | #3   | Resultado | Pontos | Notas                | Total |
| ---- | ------------------ | ------------------ | ---- | ---- | ---- | --------- | ------ | -------------------- | ----- |
| 1    | Alysbeth Félix     | PUR Porto Rico     | 6.31 | 6.16 | 6.12 | 6.31      | 946    |                      | 4157  |
| 2    | Erin Marsh         | USA Estados Unidos | 5.93 | 6.27 | 6.06 | 6.27      | 934    | Recorde da temporada | 4454  |
| 3    | Lilian Borja       | MEX México         | 5.49 | 5.50 | 5.63 | 5.63      | 738    |                      | 3897  |
| 4    | Jordan Gray        | USA Estados Unidos | x    | x    | 5.58 | 5.58      | 723    |                      | 4146  |
| 5    | Tamara de Souza    | BRA Brasil         | 5.22 | 5.46 | 5.56 | 5.56      | 717    |                      | 3885  |
| 6    | Marys Patterson    | CUB Cuba           | 5.52 | x    | 3.70 | 5.52      | 706    |                      | 3882  |
| 7    | Anna Pirelli       | PAR Paraguai       | x    | 5.03 | 5.39 | 5.39      | 668    | Recorde da temporada | 3746  |
| 8    | Raiane Vasconcelos | BRA Brasil         | 5.35 | 5.37 | 5.14 | 5.37      | 663    |                      | 3708  |

### Lançamento de dardo
A prova teve início dia 2 de novembro às 19:05. 
| Pos. | Atleta             | Nacionalidade      | #1    | #2    | #3    | Resultado | Pontos | Notas                | Total |
| ---- | ------------------ | ------------------ | ----- | ----- | ----- | --------- | ------ | -------------------- | ----- |
| 1    | Anna Pirelli       | PAR Paraguai       | 46.61 | x     | 44.24 | 46.61     | 795    | Recorde da temporada | 4541  |
| 2    | Raiane Vasconcelos | BRA Brasil         | 42.24 | 42.58 | 40.89 | 42.58     | 717    |                      | 4425  |
| 3    | Tamara de Souza    | BRA Brasil         | 39.78 | 38.22 | 39.21 | 39.78     | 663    |                      | 4548  |
| 4    | Alysbeth Félix     | PUR Porto Rico     | 36.73 | 37.52 | 39.57 | 39.57     | 659    |                      | 4816  |
| 5    | Lilian Borja       | MEX México         | 37.48 | 38.52 | 39.32 | 39.32     | 654    |                      | 4551  |
| 6    | Marys Patterson    | CUB Cuba           | 35.50 | 35.61 | 38.41 | 38.41     | 637    |                      | 4519  |
| 7    | Erin Marsh         | USA Estados Unidos | 33.03 | 33.62 | 35.71 | 35.71     | 585    | Recorde da temporada | 5039  |
| 8    | Jordan Gray        | USA Estados Unidos | 30.28 | –     | –     | 30.28     | 482    |                      | 4628  |

### 800 metros
A prova teve início dia 2 de novembro às 20:33. 
| Pos. | Atleta             | Nacionalidade      | Tempo   | Pontos | Notas                | Total |
| ---- | ------------------ | ------------------ | ------- | ------ | -------------------- | ----- |
| 1    | Jordan Gray        | USA Estados Unidos | 2:16.91 | 866    |                      | 5494  |
| 2    | Alysbeth Felix     | PUR Porto Rico     | 2:18.17 | 849    |                      | 5665  |
| 3    | Lilian Borja       | MEX México         | 2:18.47 | 844    |                      | 5395  |
| 4    | Erin Marsh         | USA Estados Unidos | 2:18.57 | 843    |                      | 5882  |
| 5    | Raiane Vasconcelos | BRA Brasil         | 2:24.85 | 759    | Recorde da temporada | 5184  |
| 6    | Marys Patterson    | CUB Cuba           | 2:25.45 | 751    |                      | 5270  |
| 7    | Anna Pirelli       | PAR Paraguai       | 2:25.89 | 745    |                      | 5286  |
| 8    | Tamara de Souza    | BRA Brasil         | 2:55.61 | 407    |                      | 4955  |

### Resultado final
Estes foram os resultados:
| Pos. | Atleta             | Nacionalidade      | Pontos | Notas |
| ---- | ------------------ | ------------------ | ------ | ----- |
| 01 ! | Erin Marsh         | USA Estados Unidos | 5882   |       |
| 02 ! | Alysbeth Félix     | PUR Porto Rico     | 5665   |       |
| 03 ! | Jordan Gray        | USA Estados Unidos | 5494   |       |
| 4    | Lilian Borja       | MEX México         | 5395   |       |
| 5    | Anna Pirelli       | PAR Paraguai       | 5286   |       |
| 6    | Marys Patterson    | CUB Cuba           | 5270   |       |
| 7    | Raiane Vasconcelos | BRA Brasil         | 5184   |       |
| 8    | Tamara de Souza    | BRA Brasil         | 4955   |       |
| –    | Georgia Ellenwood  | CAN Canadá         | DNF    |       |

Legenda
| Recorde mundial                  | Recorde mundial (World record)               |                       | Recorde africano                      | Recorde africano (African) |                                           | Q | Classificado por posição (Qualified) |
| Recorde dos Jogos Pan-Americanos | Recorde pan-americano (Pan-American record)  | Recorde da América    | Recorde da América (Americas)         | q                          | Classificado por melhor tempo (Qualified) |   |                                      |
| Melhor marca do ano              | Melhor marca do ano (World leading)          | Recorde asiático      | Recorde asiático (Asian)              | DNS                        | Não largou (Did not start)                |   |                                      |
| Recorde nacional                 | Recorde nacional (National record)           | Recorde europeu       | Recorde europeu (European)            | DNF                        | Não terminou (Did not finish)             |   |                                      |
| Recorde pessoal                  | Recorde pessoal do atleta (Personal best)    | Recorde da Oceania    | Recorde da Oceania (Oceania)          | DSQ / DQ                   | Desclassificado (Disqualified)            |   |                                      |
| Recorde da temporada             | Recorde da temporada do atleta (Season best) | Recorde sul-americano | Recorde sul-americano (South America) | NM                         | Sem marca (No mark)                       |   |                                      |